# Hermann Roosdorp
Hermann Roosdorp (ur. 20 marca 1895, zm. ok. 1 stycznia 1965) – holenderski kierowca wyścigowy.

## Kariera
Ścigał się głównie Ferrari. W 1949 roku rywalizował w Formule 2, zajmując Ferrari 166 SC drugie miejsce w Grenzlandringrennen, będąc trzecim w Grand Prix Nürburgringu Veritasem RS oraz finiszując jako czwarty w Grand Prix des Frontières (Ferrari 166 MM) oraz Kölner Kurs (Ferrari 166 SC). W sezonie 1950 ścigał się Ferrari 166 MM w takich wyścigach, jak Grand Prix Mons (nie zakwalifikował się do finałowej rundy) oraz Grandee Trophée Entre Sambre et Meuse i Grand Prix Niemiec (obu nie ukończył).
Roosdorp rywalizował także w wyścigach długodystansowych. Wraz z Adolfem de Ridderem zajął Ferrari 166 MM ósme miejsce w wyścigu 24h Spa w 1949 roku, a w roku 1953 był w tych zawodach wraz z Tonim Ulmenem trzeci na Jaguarze C-Type. Tym samochodem nie ukończył zawodów 1000km Nürburgring w 1953 roku, zaś w 1950 roku zajął trzecie miejsce w 12h Paryża, ścigając się z André Pilettem. Poza tymi wyścigami rywalizował także między innymi w zawodach National Zandvoort (pierwszy w 1950, drugi w 1954), Grand Prix Luksemburga (4 w 1950), Eifelrennen Nürburgring (13 w 1951) czy Grand Prix Spa (5 w klasie 2.0 w 1954). Wystartował ponadto w Mille Miglia w 1951 roku, był także zgłoszony jako rezerwowy kierowca do Grand Prix Holandii 1951
Mieszkał w Antwerpii.